# Ронела Хаяті
Ронела Хаяті (нар. 2 вересня 1989), також відома як Ронела — албанська співачка, авторка пісень і танцюристка. Після перемоги на 60-му фестивалі Festivali i Këngës у 2021 році була обрана представницею Албанії на Пісенному конкурсі Євробачення 2022.

## Біографія
Ронела Хаяті народилася 2 вересня 1989 року в столиці Албанії Тирані. Її мати родом із Корчі, батько, Мараш Хаяті, який є відомим албанським журналістом і письменником, походить зі Шкодера. Ронела почала проявляти інтерес до музики ще з дитинства, вивчала балет і фортепіано в початковій школі. Ще в ранньому віці вона брала участь у албанських співочих і танцювальних конкурсах.
Особисте життя співачки не надто публічне. У 2015 році вона почала стосунки з албанським музикантом Young Zerka, з яким працювала над численними синглами та музичними відео, перш ніж розлучитися в 2018 році. Станом на грудень 2021 року Хаяті проживає зі своєю матір'ю в Тирані.
Ронела шанує репрезентацію тіла та впевненості в собі.

## Кар'єра
Уперше з'явилася на телебаченні в 4 роки в одному з албанських дитячих шоу. У 12 років була учасницею шоу Kerkohet një yll, через 6 місяців — шоу талантів Ethet e se premtes mbrema, де зуміла кваліфікуватися до 30 найкращих співаків і співачок, хоча й була ще дитиною.
Хаяті була відзначена різноманітністю у своїй музиці, стилях та інтерпретаціях. Її першою чергою характеризують як поп-виконавицю, хоча вона й експериментувала з різними музичними жанрами, включно з R&B та реггі. Ронела назвала американського музиканта Майкла Джексона своїм кумиром і однією з осіб, що найбільше музично вплинув на неї. Співачка також є шанувальницею пуерториканського музиканта Рікі Мартіна.

## Дискографія

### Сингли
| Назва                               | Рік  | Позиції в чартах | Альбом        |
| Назва                               | Рік  | TTL              | Альбом        |
| ----------------------------------- | ---- | ---------------- | ------------- |
| «Requiem» (разом з Orgesa Zajmi)    | 2006 | —                | Поза альбомом |
| «Me ty nuk shkoj»                   | 2007 | —                | Поза альбомом |
| «Shume Nice»                        | 2009 | —                | Поза альбомом |
| «Kam frikë te të dua»               | 2009 | —                | Поза альбомом |
| «Harroje»                           | 2010 | —                | Поза альбомом |
| «Neles» (feat. Visari Skillz)       | 2011 | —                | Поза альбомом |
| «Nuk ka më kthim»                   | 2012 | —                | Поза альбомом |
| «Mala Gata»                         | 2013 | —                | Поза альбомом |
| «Mos ma lsho»                       | 2013 | —                | Поза альбомом |
| «Veç na» (разом з Agon Amiga)       | 2014 | —                | Поза альбомом |
| «A do si kjo»                       | 2015 | 13               | Поза альбомом |
| «Amini»                             | 2016 | —                | Поза альбомом |
| «Marre»                             | 2016 | 13               | Поза альбомом |
| «Syni i jemi» (разом з Young Zerka) | 2016 | —                | Поза альбомом |
| «Mos ik»                            | 2017 | 21               | Поза альбомом |
| «Ladies»                            | 2017 | —                | Поза альбомом |
| «Sonte» (разом з Lyrical Son)       | 2017 | 22               | Поза альбомом |
| «Diamanta» (разом з Young Zerka)    | 2017 | —                | Поза альбомом |
| «Ka je 2x» (feat. Adrian Gaxha)     | 2017 | —                | Поза альбомом |
| «Maje men»                          | 2018 | 24               | Поза альбомом |
| «Do ta luj»                         | 2018 | 18               | Поза альбомом |
| «Vuj»                               | 2018 | —                | Поза альбомом |
| «Pa dashni»                         | 2019 | 6                | Поза альбомом |
| «Çohu» (feat. Don Phenom)           | 2019 | 7                | Поза альбомом |
| «Lage»                              | 2019 | 6                | Поза альбомом |
| «MVP»                               | 2019 | 1                | Поза альбомом |
| «Dilema» (feat. Don Phenom)         | 2019 | —                | Поза альбомом |
| «Genjeshtar je X Pare»              | 2020 | 16               | Поза альбомом |
| «Bardh e blu»                       | 2020 | —                | Поза альбомом |
| «Prologue»                          | 2021 | 2                | RRON          |
| «Shumë i mirë»                      | 2021 | 15               | RRON          |
| «Aventura»                          | 2021 | 3                | RRON          |
| «Alo» (feat. Vig Poppa)             | 2021 | 14               | RRON          |
| «Leje» (feat. Klement)              | 2021 | 13               | RRON          |
| «Sekret»                            | 2021 | —                | —             |
| «Gips» (разом з MatoLale)           | 2022 | 48               | —             |

### Як авторка пісень
| Пісня          | Рік  | Виконавиця        | Альбом        |
| -------------- | ---- | ----------------- | ------------- |
| «Ti se din se» | 2014 | Саманта Каравелла | Поза альбомом |
| «Anna»         | 2018 | Young Zerka       | Поза альбомом |
| «Nuk ma nin»   | 2018 | Young Zerka       | Поза альбомом |
| «Maraz»        | 2019 | Анжела Перістері  | Поза альбомом |
| «Lujta»        | 2020 | Анжела Перістері  | Поза альбомом |
| «Oj dashni»    | 2021 | Ардіт Чуні        | Поза альбомом |